# Ivan Franceschini
Pour les articles homonymes, voir Franceschini.
Ivan Franceschini, né le 7 décembre 1976 à Parme, est un footballeur italien, jouant actuellement à HinterReggio.

## Biographie
En tant que défenseur central, Ivan Franceschini fut international italien des moins de 21 ans à deux reprises (1996-1997) pour aucun but inscrit.
Formé à Parme FC, où il ne joua aucun match, il fut prêté un an à Marseille en 1996, sans option d'achat. Il joua 23 matches en championnat pour aucun but inscrit, prit huit cartons jaunes et deux rouges. À Marseille, il a formé régulièrement la défense centrale de l'équipe avec son compatriote plus expérimenté Alberto Malusci. L'équipe termina 11e du championnat, fut éliminée en trente-deuxièmes de finale de la Coupe de France et en huitièmes de finale de la Coupe de la Ligue. À l'issue de son prêt, son club de Parme l'a transféré à la Salernitana Sport, remportant la Serie B en 1998, seul titre à son palmarès, puis alla à l'AS Lucchese-Libertas. En 2000, il rejoignit la Reggina Calcio, fut prêté en janvier 2001 au Chievo Vérone. En 2006, il quitte la Reggina pour le Torino FC.

## Clubs
- 1994-1997 :  Parme FC
  - 1996-1997 :  Olympique de Marseille (prêt)
- 1997-1998 :  Salernitana Sport
- 1998-1999 :  AS Lucchese-Libertas
- 1999-2000 :  Genoa CFC
- 2000-2006 :  Reggina Calcio
  - oct. 2000-2001 :  Chievo Vérone (prêt)
- 2006-2009 :  Torino FC
- nov. 2009-2010 :  AC Cesena
- déc. 2010-2011 :  Portogruaro
- 2011-2013 :  HinterReggio

## Palmarès
- Championnat d'Italie de football D2

- - Champion en 1998